# IC 5104
IC 5104 — галактика типу SBab () у сузір'ї Пегас.
Цей об'єкт міститься в оригінальній редакції індексного каталогу.